# Ronda (stacja kolejowa)
Ronda – stacja kolejowa w Rondzie, we wspólnocie autonomicznej Andaluzja, w prowincji Málaga, w Hiszpanii. Znajduje się na linii Bobadilla – Algeciras. Stacja położona jest na północ od miasta, w pobliżu centrów handlowych. Znajdują się tu 2 perony.

## Połączenia
- Algeciras
- Grenada
- Madryt
- Malaga